# Дринські мучениці
Дринські мучениці (сербохорв. Drinske mučenice.) — Група з п'яти католицьких черниць з конгрегації «Дочки Божої Любові», беатифіковані Римським Папою Бенедиктом XVI.

## Історія
Черниці (дві словенки, одна хорватка, одна угорка і одна австрійка) прибули до Югославії в 1911 році, де в місті Пале заснували свій монастир під назвою «Будинок Марії». 11 грудня 1941 року в Пале увійшли загони сербських четників, які увірвалися да монастиря, розграбували і спалили його. Черниці, залишившись без житла, вирушили пішки в мороз і сильний сніг через гори в бік міста Горажде. Після невеликого відпочинку в селі Цареве-Води вони пішли до Сетлини. 76-річна сестра Марія Берхмана була сильно виснажена, тому залишилася в селі. Решта черниць продовжили свій шлях до Горажде, куди вони йшли наступні чотири дні. 15 грудня 1941 вони досягли до своєї мети і зупинилися на третьому поверсі колишньої казарми королівської югославської армії. Увечері цього ж дня в їхню кімнату увірвалися четники під командуванням Єздиміра Дангіча, щоб їх зґвалтувати. Черниці, рятуючи себе від насильства, вистрибнули з вікна. Внизу черниць четники добивали багнетами, після чого їх тіла викинули в Дрину. Сестра Марія Берхмана була вбита четниками 23 грудня 1941 року в лісі біля села Сетлина. У ті дні, в річку Дрина було викинуто близько 8000 чоловік. Першим, хто записав події цього злочину був словенський священик Франц Ксав'єр Меско, який на той час перебував в Пале. Починаючи з 2005 року,  26 січня відзначається як День пам'яті в Горажде 1400 жертв терору четників.
Список мучениць

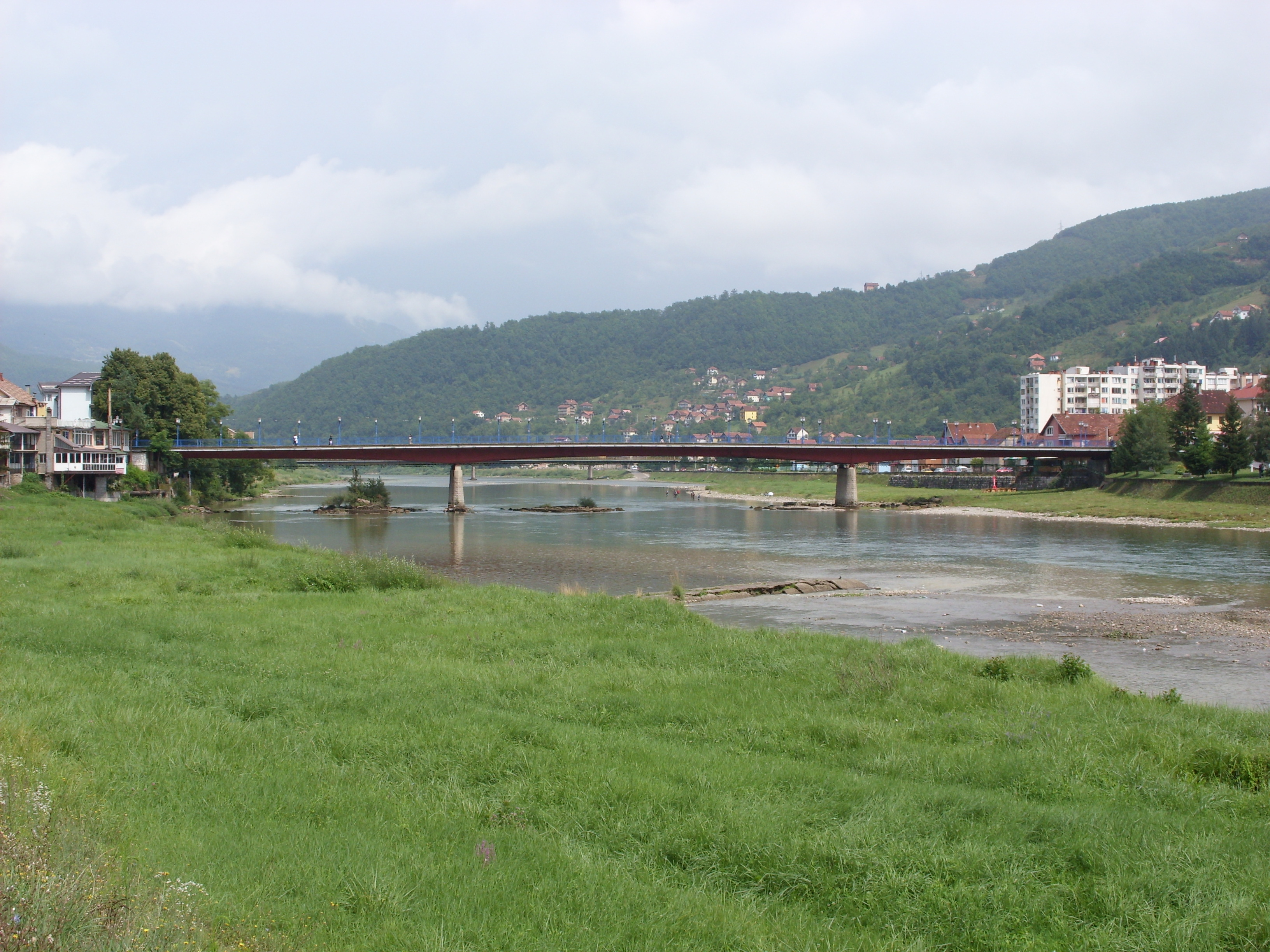
Річка Дрина

- Марія Берхмана Ляйденікс - настоятелька
- Марія Юлія Іванішевіч
- Марія Кресенція Боянци
- Марія Антонія Фабіан
- Марія Бернадеті Бан`я

У квітні 1942 року німецька окупаційна влада взяла в полон командира загону Єздиміра Дангіча і відправили його до табору для військовополонених в Польщу. У 1943 році він втік з табору та в серпні 1944 року брав участь у Варшавському повстанні. У 1945 році він був заарештований загоном Червоної Армії і відданий комуністичній владі Югославії. Був засуджений в Сараєво до смертної кари і розстріляний 22 серпня 1947 року.

## Беатифікація
Дринські мучениці були зараховані до лику блаженних 24 вересня 2011 року в Сараєво. Декрет Папи Римського Бенедикта XVI про беатифікацію мучениць оголосив префект Конгрегації з канонізації святих кардинал Амато Анджело.
День пам'яті в Католицькій церкві — 15 грудня.